# 高台院 (埼玉県美里町)
高台院明王寺（こうだいいん みょうおうじ）は、埼玉県児玉郡美里町大字猪俣にある寺院。宗派は新義真言宗。山号は松久山。
開祖は所在地名にもなっている猪俣氏と言われているが、開山年次は不明である。境内には猪俣氏代々の墓を有し、猪俣小平六範綱の墓と伝わる墓石もある。本堂そばでは毎年8月15日の夜、猪俣氏一族の例を慰めると伝承される猪俣百八燈という行事が行われ、国の重要無形民俗文化財に指定されている。

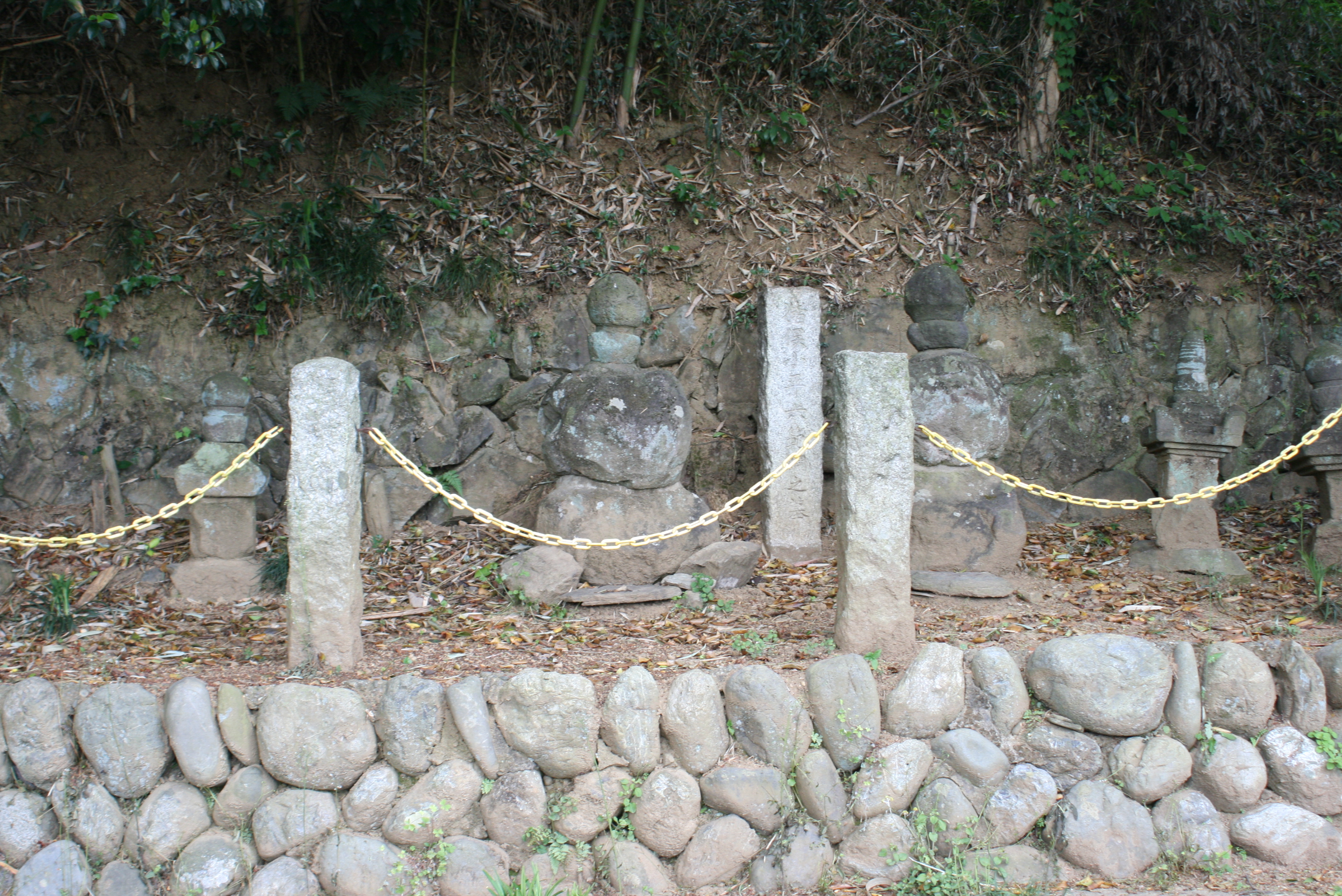
猪俣小平六範綱の墓